# Amalie Mánesová

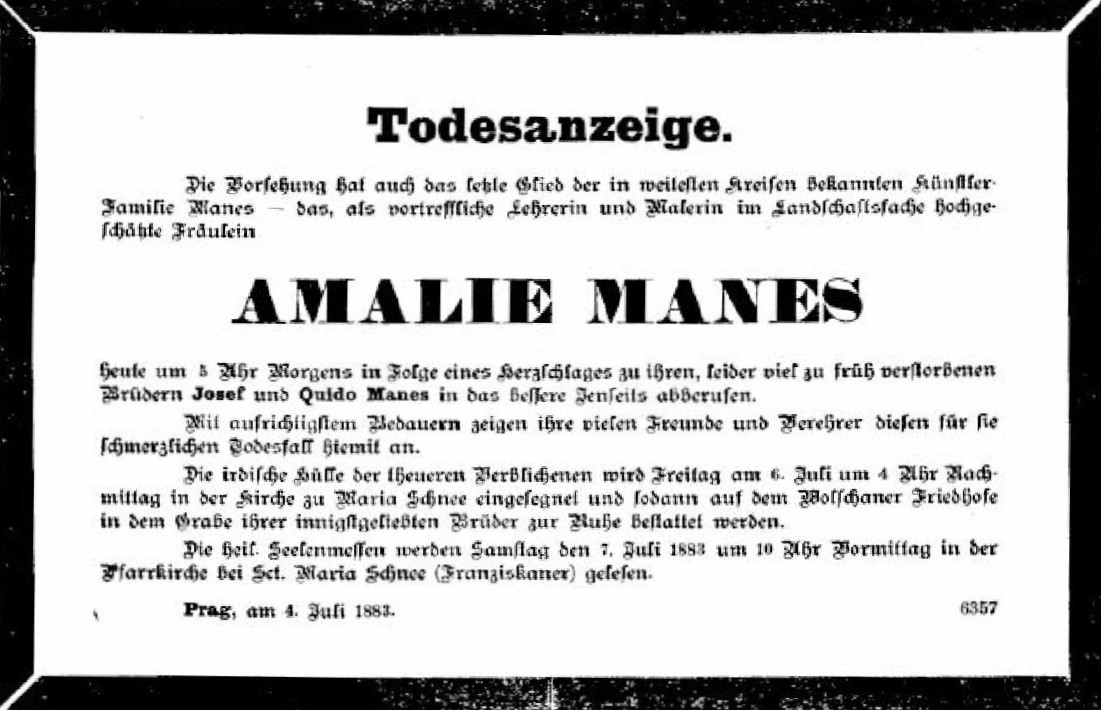
Oznámení úmrtí Amálie Mánesové v dobovém tisku (Prager Tagblatt, 1883, 5. července, str. 14)

Amalie Mánesová (21. ledna 1817 Praha-Staré Město – 4. července 1883 Praha) byla česká malířka se specializací na krajinomalbu.

## Život
Pocházela z umělecké rodiny. Její otec Antonín Mánes byl krajinář, mladší bratři Josef a Quido byli rovněž malíři. Ačkoliv měla zájem tvořit portréty, otec to považoval za nevhodné pro ženy a nařídil jí, aby se věnovala krajinomalbě.
Většinu svého času a úsilí věnovala vyučování a podpoře svých bratrů. Po smrti otce (1843) převzala velkou část jeho soukromých kursů kreslení, které vedl u bohatých šlechticů. Roku 1853 si otevřela soukromou malířskou školu pro dámy a dívky ze šlechtických a měšťanských rodin. Koncem 50. let 19. století pobývala s bratry u rodiny Aehrenthalových na zámku Hrubá Skála, kde vyučovala kresbě malé komtesy. Ze získaných prostředků pomáhala bratrům, kteří měli kvůli nepochopení tehdejších uměleckých kruhů existenční problémy. Byla mnohem praktičtěji založená než oni a dlouhou dobu vedla jejich domácnost.
Obdivovala Josefův talent, doprovodila ho na cestu do Mnichova, kam mu posílala peníze a povzbuzovala ho k větší činnosti a šetrnosti. Skutečnost, že se zamiloval do služky Františky Šťovíčkové nesla nelibě. V její praktické mysli utkvěla představa, že se nadaný bratr dostane do chudé domácnosti, kde mu nedostatek peněz nedovolí tvořit. Svou autoritou tento vztah rozbila, ačkoliv už Františka s Josefem čekali dítě. Tímto Josefovi zkazila život. Za chybu pak sama zaplatila po mnoha letech, kdy nemocného bratra s velkým úsilím dopravila z Říma zpět do Prahy a až do jeho smrti (1871) se o něj starala. Odmítla nabídku k sňatku od Václava Levého a do konce života zůstala svobodná.
Zemřela náhle na srdeční onemocnění.

## Tvorba
V její malířské škole studovala například Zdenka Braunerová, Marie Livancová nebo Marie Riegerová.
Její vlastní tvorba je omezená. Malovat se učila jen od otce, moderní směry v malířství nepoznala. Její krajiny mají romantický nádech. V roce 1840 malovala s bratrem Josefem panoramata v Krkonoších, na konci 50. a počátkem 60. let 19. století pak s oběma bratry malovala v okolí Hrubé Skály. Uskutečnila i cesty do Vídně a Drážďan. Většina jejích prací je v majetku žákyň, v pozůstalosti se našlo asi padesát studií.

## Galerie

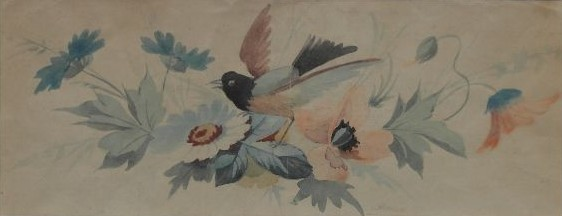
Zátiší z ptáčkem
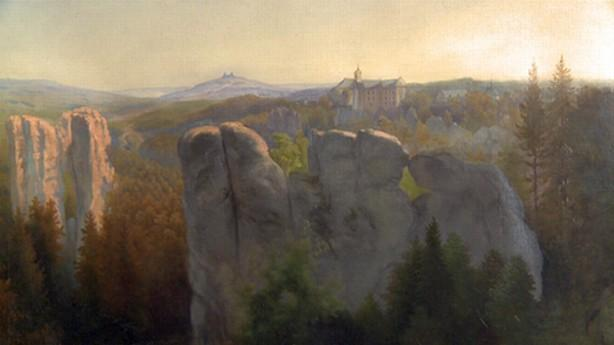
Pohled na Hrubou Skálu
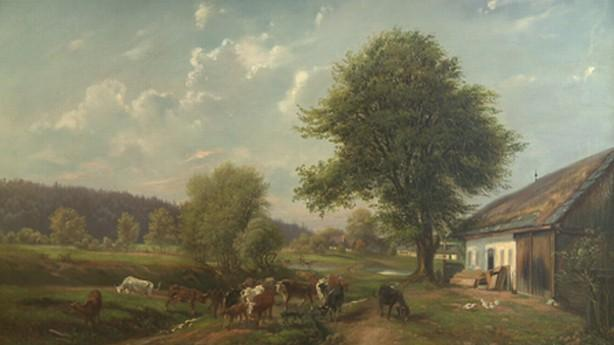
Pohled u Brodu